# Islote Aguilón del Sur
Islote Aguilón del Sur är en ö i Argentina.   Den ligger i provinsen Chubut, i den södra delen av landet, 1 300 km sydväst om huvudstaden Buenos Aires. Arean är 0,17 kvadratkilometer.
Terrängen på Islote Aguilón del Sur är mycket platt. Den sträcker sig 0,6 kilometer i nord-sydlig riktning, och 0,5 kilometer i öst-västlig riktning.